# Braunton
Braunton är en by och en civil parish i North Devon i Devon i England. Orten har 8 128 invånare (2011). Byn nämndes i Domedagsboken (Domesday Book) år 1086, och kallades då Bracton/Bractona/Brantone/Brantona.